# Mișca (okręg Bihor)
Mișca (węg. Micske) – wieś w Rumunii, w okręgu Bihor, w gminie Chișlaz. W 2011 roku liczyła 959 mieszkańców.